# ماتیس ولنگا
ماتیس ولنگا (انگلیسی: Matthijs Vellenga؛ زادهٔ ۲۹ اکتبر ۱۹۷۷) قایقران روئینگ اهل پادشاهی هلند است.